# Aspila minutier
Aspila minutier là một loài bướm đêm trong họ Noctuidae.